# Pains (kommun)
Pains är en kommun i Brasilien.   Den ligger i delstaten Minas Gerais, i den sydöstra delen av landet, 600 km söder om huvudstaden Brasília. Antalet invånare är 8 015.
Omgivningarna runt Pains är huvudsakligen savann. Runt Pains är det glesbefolkat, med 20 invånare per kvadratkilometer.